# Hazeliusmedaljen
Hazeliusmedaljen är en svensk medalj som utdelas av Nordiska museet till personer och institutioner som bidragit till svensk folklivsforskning och kulturminnesvård. Medaljen finns i guld, silver och brons. Den första medaljen tilldelades Artur Hazelius, Nordiska museets grundare, år 1893. År 2020 hade medaljen i guld delats ut till sammanlagt 19 personer sedan 1893.

## Medaljörer (ej komplett)

### Okänt år
- Erik Leijonhufvud (silver)

### 1924
- Erik Modin (silver)[3]
- Bror Hillgren (brons)[4]

### 1926
- Bror Hillgren (silver)[4]
- Karl Lärka (brons)[5]

### 2001[6]
- Märta Ramsten (silver)
- Gudrun Lönnroth (brons)
- Bengt-Arne Person (brons)
- ytterligare tre bronsmedaljörer

### 2005[7]
- Roland Andersson (brons)
- Jenny Göransson (brons)
- Lars-Göran Göransson (brons)
- Stig Tornehed (brons)

### 2014[8]
- Barbro Osher (guld)
- Kerstin Lane (brons)
- Marianne Forssblad (brons)

### 2020[2]
- Eric Nelson (guld)

### 2022[9]
- Mats Guldbrand (guld)[9]
- Britt-Marie Borgström (brons)